# Bükk-fennsík és a Lök-völgy
Bükk-fennsík és a Lök-völgy este o arie protejată (arie specială de conservare — SAC, sit de importanță comunitară — SCI) din Ungaria întinsă pe o suprafață de 14.382,6 ha, integral pe uscat.

## Localizare
Centrul sitului Bükk-fennsík és a Lök-völgy este situat la coordonatele 48°04′19″N 20°30′27″E / 48.071944°N 20.5075°E.

## Înființare
Situl Bükk-fennsík és a Lök-völgy a fost declarat sit de importanță comunitară în mai 2004 pentru a proteja 8 specii de plante și 29 de specii de animale. Situl a fost protejat și ca arie specială de conservare în februarie 2010.

## Biodiversitate
Situată în ecoregiunea panonică, aria protejată conține 22 de habitate naturale: Păduri de fag Luzulo-Fagetum, Liziere de ierburi înalte hidrofile de câmpie și de nivel montan până la alpin, Pajiști carstice calcaroase sau bazofile, de Alysso-Sedion albi, Mlaștini alcaline, Fânețe montane, Tufărișuri subcontinentale peripanonice, Pajiști panonice carstice (Stipo-Festucetalia pallentis), Peșteri inaccesibile publicului, Păduri panonice cu Quercus pubescens, Păduri panonice cu Quercus petraea și Carpinus betulus, Formațiuni ierboase bogate în specii de Nardus, dezvoltate pe substraturi silicioase în zone montane (și în zone submontane, în Europa continentală), Păduri panonice-balcanice de stejar turcesc - stejar sesil, Izvoare petrifiante cu formare de travertin (Cratoneurion), Păduri pe pante, grohotișuri și ravene de Tilio-Acerion, Pante stâncoase calcaroase cu vegetație casmofită, Păduri de fag Asperulo-Fagetum, Păduri aluvionare cu Alnus glutinosa și Fraxinus excelsior (Alno-Padion, Alnion incanae, Salicion albae), Păduri de fag din Europa Centrală dezvoltate pe sol calcaros cu Cephalanthero-Fagion, Pajiști stepice subpanonice, Fânețe de joasă altitudine (Alopecurus pratensis, Sanguisorba officinalis), Formațiuni de Juniperus communis pe lande sau pajiști calcaroase, Pajiști uscate seminaturale și facies de acoperire cu tufișuri pe substraturi calcaroase (Festuco-Brometalia) (* situri importante pentru orhidee).
La baza desemnării sitului se află mai multe specii protejate:
- plante (8): Buxbaumia viridis, papucul doamnei (Cypripedium calceolus), mușchi (Dicranum viride), Echium russicum, Ferula sadleriana, Mannia triandra, sisinei (Pulsatilla grandis), Thlaspi jankae
- amfibieni (1): buhai de baltă cu burta roșie (Bombina bombina)
- mamifere (12): liliac cârn (Barbastella barbastellus), lupul (Canis lupus), râs eurasiatic (Lynx lynx), liliac cu aripi lungi (Miniopterus schreibersii), liliac cu urechi mari (Myotis bechsteinii), liliac cu urechi de șoarece (Myotis blythii), liliac de iaz (Myotis dasycneme), liliac cărămiziu (Myotis emarginatus), liliac comun (Myotis myotis), liliacul mediteranean cu potcoavă (Rhinolophus euryale), liliacul mare cu potcoavă (Rhinolophus ferrumequinum), liliacul mic cu potcoavă (Rhinolophus hipposideros)
- nevertebrate (13): croitorul mare al stejarului (Cerambyx cerdo), Cucujus cinnaberinus, Duvalius gebhardti, Euplagia quadripunctaria, rădașcă (Lucanus cervus), croitorul cenușiu al stejarului (Morimus funereus), Osmoderma eremita, Paracaloptenus caloptenoides, gândacul de apă (Rhysodes sulcatus), Rosalia alpina, bythinella pannonica (Sadleriana pannonica), Stenobothrus eurasius, Vertigo angustior
- pești (2): Barbus meridionalis, boarță (Rhodeus sericeus amarus)
- reptile (1): țestoasa de baltă (Emys orbicularis)

Pe lângă speciile protejate, pe teritoriul sitului au mai fost identificate 24 de specii de plante, 2 specii de păsări, 2 specii de amfibieni, 11 specii de nevertebrate, 1 specie de pești, 3 specii de reptile.